# Tigranakert (Nagorno-Karabach)
För olika betydelser av Tigranakert, se Tigranakert
Tigranakert (armeniska: Արցախի Տիգրանակերտ, Arts'akhi Tigranakert) var en ort i Kungariket Armenien, som grundades av kung Tigran I eller Tigran II under något av de sista två århundradena före Kristus. Den låg i östra delen av kungariket Armeniens kärnområde Större Armenien. Staden var en av fyra städer i antiken som bar namnet Tigranakert.
Tigranakert är numera ruinstad i Nagorno-Karabach, de jure i Azerbajdzjan, de facto i Republiken Artsakh. Den täcker en yta på ungefär 50 hektar och ligger fyra kilometer söder om floden Khachenaget i provinsen Martakert/Aghdara, de jure i Azerbajdzjan, de facto i Nagorno-Karabach.

## Historik
Tigranakert finns först omnämnt i skrift under 600-talet och då som två städer med samma namn i provinsen Utik. Det anses att den första staden av dessa grundades 120-80 före Kristus under antingen kung Tigris I eller under hans son kung Tigris II. Ruinerna av den andra staden Tigranakert har ännu inte påträffats, men staden tros ha legat i den autonoma republiken Nachitjevan i Azerbajdzjan.

## Arkeologiska utgrävningar
År 2005 påbörjades arkeologiska utgrävningar av Tigranakert. Arkeologerna har bland annat grävt ut två av stadens viktigaste murar och också torn i hellenistisk stil samt en armenisk basilika, vilken härrör från mellan 400-talet och 600-talet. 
Ett arkeologiskt museum invigdes 2010 i det närbelägna Slottet Shahbulag, nära den tidigare staden Aghdam.

## Bildgalleri

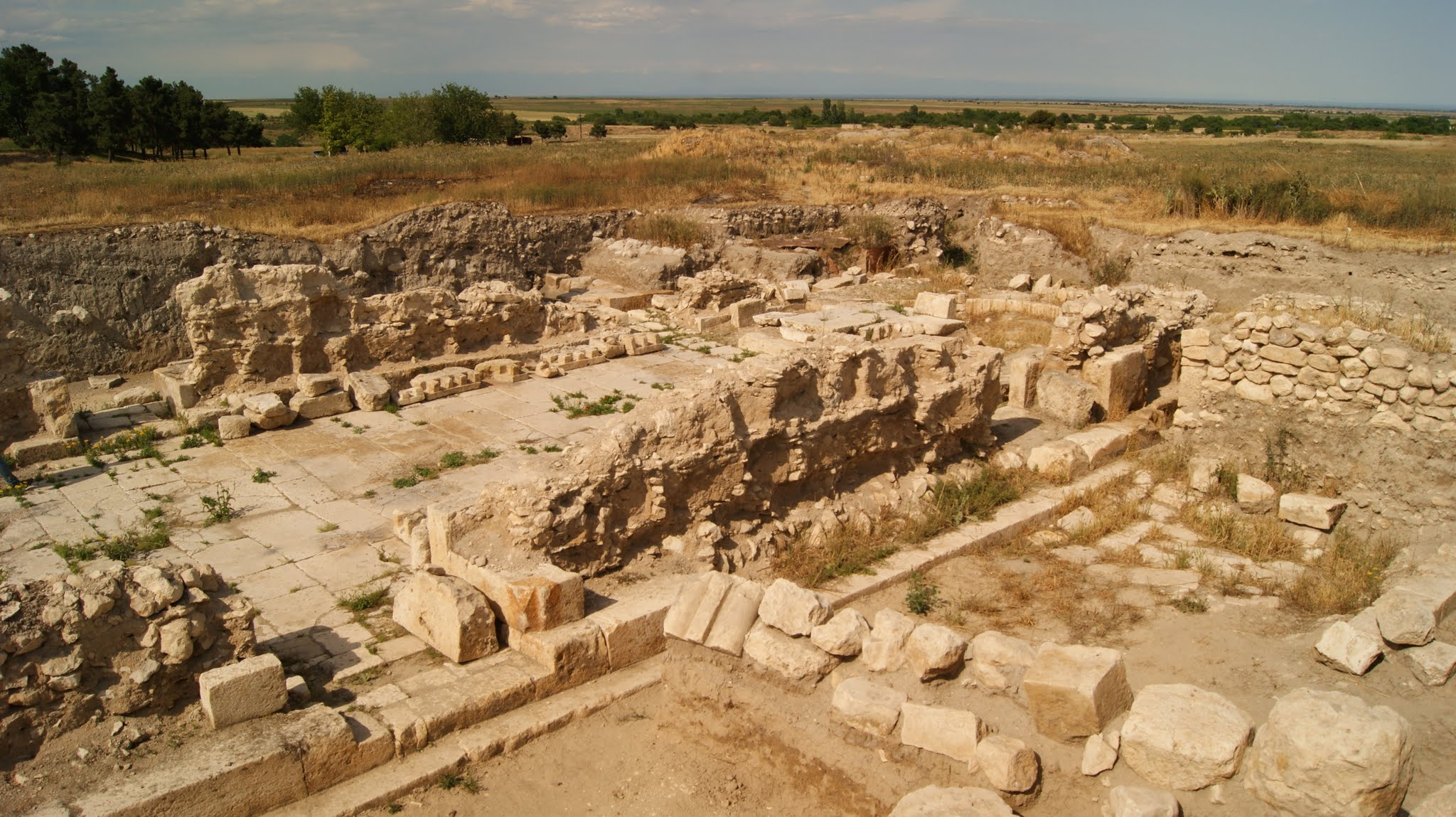
Utgrävda ruiner
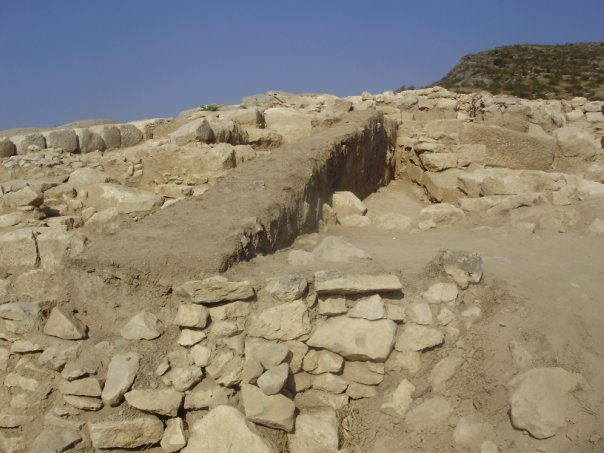
Del av stadsmuren
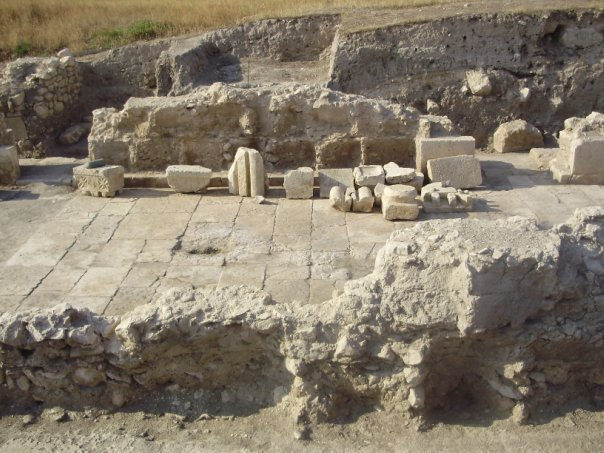
Den så kallade Lägre byn
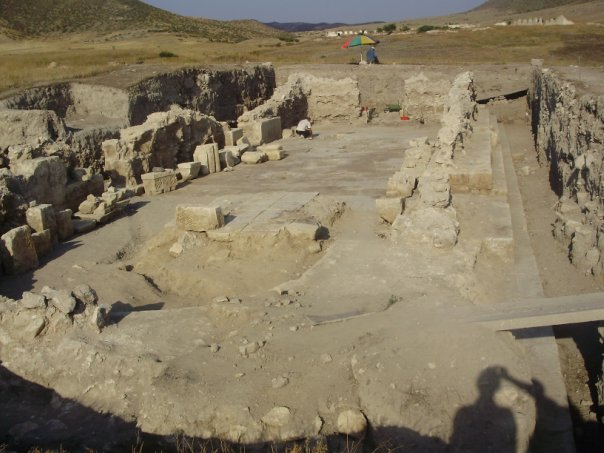
Del av Lägre byn